# Estádio Municipal de Breslávia
O Estádio Municipal de Breslávia (Stadion Miejski we Wrocławiu em polonês) é um estádio de futebol  sediado em Breslávia, Polônia. 
Sua construção foi iniciada em 2009 e concluída em 2011. Foi inaugurado em 10 de setembro de 2011 com a luta pelo título mundial de boxe dos pesos-pesados (Conselho Mundial de Boxe) entre Vitali Klitschko vs. Tomasz Adamek.
Já a primeira partida de futebol ocorreu mais de um mês depois, em 28 de outubro de 2011 entre Śląsk Wrocław 1x0 Lechia Gdańsk, com o holandês Johan Voskamp marcando o primeiro gol primeiro no estádio novo.
O Śląsk Wrocław manda seus jogos neste estádio. Sua capacidade é de 42 771 espectadores sentados. O exterior do estádio é coberto por uma malha de fibra de vidro revestida de teflon sustentadas por anéis de aço. As cores da fachada podem ser alterados com sistema de iluminação.

## Eurocopa 2012
Recebeu três partidas do grupo "A" da Eurocopa 2012.
| Data        | 1ª equipe | Placar | 2ª equipe | Fase    | Público |
| ----------- | --------- | ------ | --------- | ------- | ------- |
| 8 de junho  | Tchéquia  | 1–4    | Rússia    | Grupo A | 40,803  |
| 12 de junho | Tchéquia  | 2–1    | Grécia    | Grupo A | 41,105  |
| 16 de junho | Polónia   | 0–1    | Tchéquia  | Grupo A | 41,480  |